# Lakeside City
Lakeside City é uma cidade  localizada no estado norte-americano do Texas, no Condado de Archer.

## Demografia
Segundo o censo norte-americano de 2000, a sua população era de 984 habitantes.
Em 2006, foi estimada uma população de 1052, um aumento de 68 (6.9%).

## Geografia
De acordo com o United States Census Bureau tem uma área de
1,6 km², dos quais 1,6 km² cobertos por terra e 0,0 km² cobertos por água.

## Localidades na vizinhança
O diagrama seguinte representa as localidades num raio de 20 km ao redor de Lakeside City.